# 歐邁尼斯二世
歐邁尼斯二世「救主」（约？—前159年）是小亞細亞的帕加馬王國阿塔羅斯王朝統治者（前197年—前159年在位）。阿塔羅斯一世和王后阿波羅妮絲之子。歐邁尼斯二世成為國王後延續其父親的國策，繼續與羅馬共和國合作對抗馬其頓王國。當羅馬-塞琉古戰爭爆發時，歐邁尼斯二世帶領帕加馬王國與羅馬聯盟一同對抗安條克三世，並在前190年決定性戰役馬格尼西亞戰役有優異表現。

## 生平
歐邁尼斯二世是帕加馬國王阿塔羅斯一世和王后阿波羅妮絲的長子，他很可能出生在前220年以前，是四個兒子中最年長的。前197年當父親阿塔羅斯一世身體不佳時，他被立為共治王準備繼承王位，並於同年父親逝世後單獨統治整個王國。前194年，當塞琉古帝國把勢力擴張到愛琴海一帶時，他注意到安條克三世與羅馬很可能會發生戰爭，他婉拒安條克三世把女兒嫁給他的婚約提議，改與卡帕多奇亞王國國王阿里阿拉特四世的女兒斯特拉托妮可結婚。歐邁尼斯二世有一子阿塔羅斯三世可能為她所出，或是她後來收養的，然而有一說阿塔羅斯三世的母親確實是斯特拉托妮可，但父親可能是阿塔羅斯二世，是阿塔羅斯二世以為兄長被暗殺而短暫迎娶兄長妻子斯特拉托妮可時所懷的種。

### 王國擴張

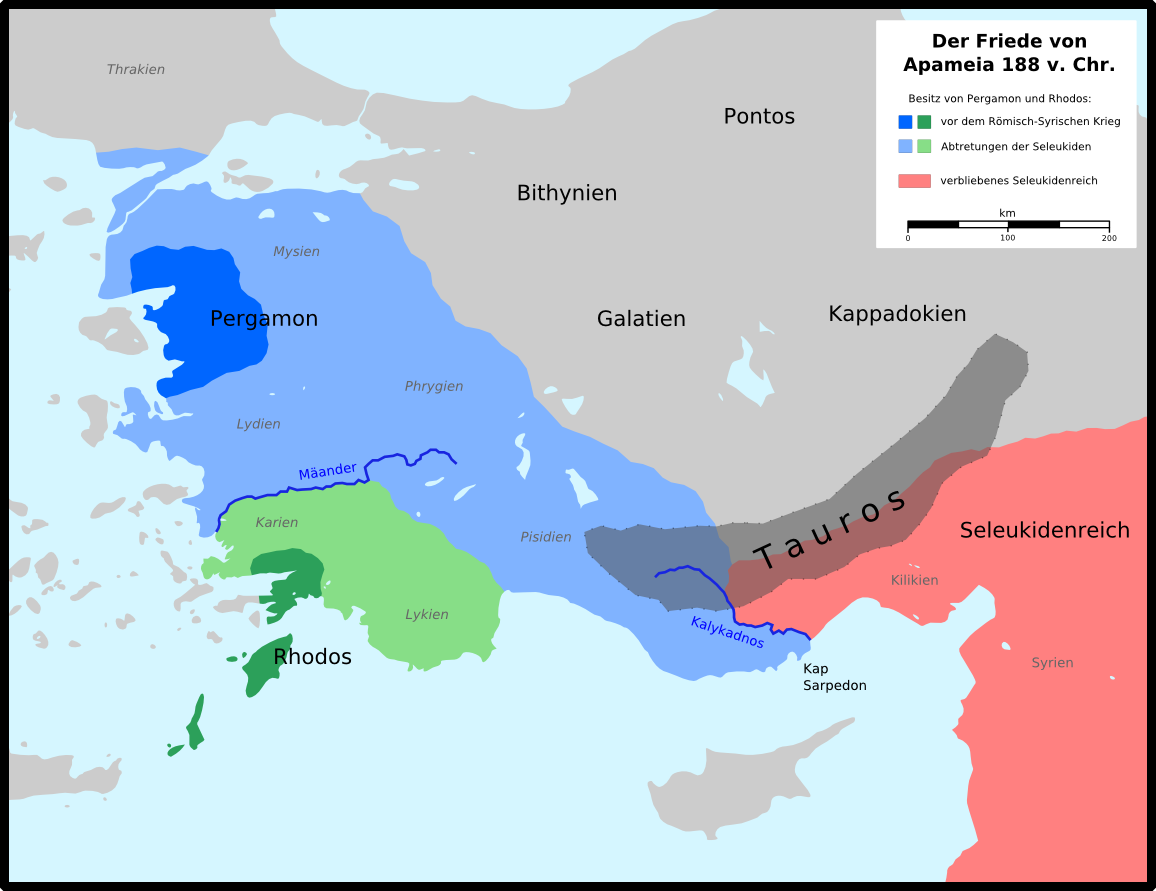
阿帕米亞和約之後的小亞細亞形勢圖
帕加馬王國
羅德島
塞琉古帝國

在外交政策上，歐邁尼斯延續其父王的親羅馬政策，與羅馬人站在同一陣線。他在前195年反納比斯戰爭之中幫助亞該亞同盟和埃托利亞同盟打敗斯巴達國王納比斯。當前192年之時，他派遣弟弟阿塔羅斯警示羅馬人安條克三世的威脅，在羅馬-塞琉古戰爭爆發後帕加馬王國與羅馬同盟對抗塞琉古帝國，歐邁尼斯二世在科里庫斯戰役不僅與羅馬艦隊一同大破敵人，還在決定性戰役中馬格尼西亞戰役中參戰，他率領羅馬聯軍右翼成功擊敗塞琉古軍左翼立下決定性戰功。
在前188年的阿帕米亞和約中，作為長期支持羅馬的回報，歐邁尼斯二世獲得弗里吉亞、呂底亞、皮西迪亞、龐非利亞以及從羅馬盟邦獲得呂基亞的一部分。也因為羅馬此時對管理希臘東部的領土沒啥興趣，希望在這能有一個足夠強大的盟友們來對抗塞琉古帝國的擴張，但羅馬不僅把塞琉古割讓的領土轉給帕加馬，一部分領土也轉給另一個羅馬盟友羅德島，來確保小亞細亞當地不會出現一個過於強大的勢力，也確保羅馬之後可以繼續干涉該地區的事務。
前183年，歐邁尼斯二世與北方的比提尼亞國王普魯西阿斯一世發生戰爭，普魯西阿斯一世在客將漢尼拔的幫助下，歐邁尼斯不僅在海上被漢尼拔擊敗，在陸上也吃了兩場敗戰，儘管戰事上被比提尼亞軍擊敗，最終在羅馬人的支持與干涉下以自己的勝利結束這場戰爭。前182年，本都國王法爾奈克一世在塞琉古四世為靠山下與帕加馬王國發生戰爭，其間塞琉古帝國因為阿帕米亞和約的約束不敢直接干涉，最終法爾奈克一世無法承受損失，差不多在前179年本都向帕加馬求和，由歐邁尼斯二世獲得戰爭勝利並擴張了疆土。

### 失去羅馬青睞

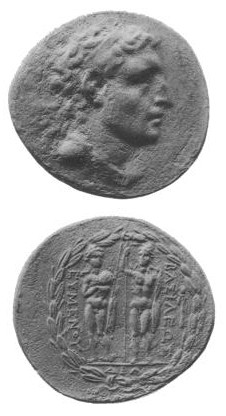
歐邁尼斯二世的錢幣.

歐邁尼斯二世接著繼續幫助羅馬人，在第三次馬其頓戰爭前夕他親自前往羅馬，向元老院警示並大力鼓吹馬其頓的威脅論，在返國的回程中他遭到珀爾修斯的暗殺，這件事成了第三次馬其頓戰爭的導火線。因為當時傳言歐邁尼斯二世傷重死亡，他的弟弟阿塔羅斯連忙登上王位，並娶兄長的王后斯特拉托妮可，直到後來傳來歐邁尼斯二世還活著且快回國的消息，阿塔羅斯連忙恢復臣下的裝扮前去與兄長會面。兩人會面時，歐邁尼斯二世表現平淡自然，也不去提這件事，只是偷偷在弟弟耳邊說「別太猴急，要娶她你得親眼看到人死了再說」，之後兩人仍是相處依舊，這件事也在歐邁尼斯二世餘生中從未被提起。
第三次馬其頓戰爭爆發後，他派遣艦隊與羅馬對付馬其頓國王珀爾修斯，最終馬其頓在彼得那戰役戰敗。後來羅馬人懷疑他在戰爭期間與馬其頓國王珀爾修斯密謀和談，使他失去了羅馬人的信任和青睞。為了避嫌，他在珀爾修斯戰敗後，由弟弟阿塔羅斯前去羅馬致上他的賀詞，阿塔羅斯在那裡受到了羅馬人熱情的接待。前167年羅馬人試圖扶持弟弟為王的企圖失敗，幸好他與弟弟阿塔羅斯關係親密，讓歐邁尼斯二世的王位安穩如舊，但這件事歐邁尼斯驚覺羅馬人的敵意，使他驚慌失措，他打算親自前往羅馬為他的事情辯護，但在他到達義大利城市布倫杜西姆（Brundusium）時，他被元老院命令立即離開意大利半島。
當歐邁尼斯二世的健康逐漸惡化之時，歐邁尼斯二世與王后斯特拉托妮可之子阿塔羅斯三世還很幼小，他於前160年立自己弟弟阿塔羅斯二世為共治王。前159年在歐邁尼斯二世逝世後，由其弟阿塔羅斯二世單獨統治王國，他迎娶兄長的王后斯特拉托妮可，並立兄長之子阿塔羅斯三世為自己繼承人。

## 後世的影響
歐邁尼斯二世是一位精明的統治者和政治家，他將帕伽馬王國打造為一個強大君主制的國家。在他統治期間，首都帕加馬城成為一個繁榮的城市，那裡鼓勵學術並歡迎學者到來，其中包括地理學家馬魯斯的克拉特斯，他是帕伽馬圖書館的首任館長。歐邁尼斯二世用華麗的建築裝飾這座城市，其中有一個在中楣裝飾上雕刻巨人之戰的大祭壇。歐邁尼斯二世最偉大的成就之一是建立帕加馬圖書館，這座圖書館成為當時最龐大的圖書館之一，歐邁尼斯為此率先推廣使用羊皮紙來記錄文獻，儘管它已經出現了幾個世紀。歐邁尼斯還為雅典衛城建造歐邁尼斯柱廊。

## 註腳
1. ↑  Livius. .   [2022-06-04]. （原始内容存档于2018-10-10）. 「羅馬和帕加馬在馬格尼西亞戰役擊敗安條克三世」
2. ↑  Appain. .   [2022-06-04]. （原始内容存档于2019-07-19）. 「但後者看到安條克即將與羅馬人開戰才因此想與他建立婚姻關係，便拒絕了。」
3. ↑   Ogden Daniel，1999， 第206頁
4. ↑  Livius. .   [2022-06-04]. （原始内容存档于2018-10-10）. 「阿塔羅斯出訪羅馬，並且警示羅馬人對抗安條克三世..」
5. 1 2  Chisholm 1911.
6. ↑  Livius. .   [2022-06-04]. （原始内容存档于2018-10-10）. 「阿帕米亞和約中，羅馬把小亞細亞一大部分含以弗所、泰爾梅索斯（Telmessos）和特拉勒斯（Tralles）轉給帕加馬」
7. ↑  Dov Gera. . BRILL. 1998: 96–98  [2022-06-04]. ISBN 90-04-09441-5. （原始内容存档于2022-06-13）.
8. ↑  Livius. .   [2022-06-04]. （原始内容存档于2018-10-10）. 「前183年: 與比提尼亞國王普魯西阿斯一世發生戰爭，儘管歐邁尼斯被擊敗，但在羅馬的支持下以自己的勝利結束戰爭」.
9. ↑  Diodorus Siculus. . 「塞琉古四世原本率領一支數量相當大的軍隊，準備翻越托羅斯山脈去支援法爾奈克一世，但注意到他父親與羅馬人簽訂的條約，禁止塞琉古帝國軍隊進入托羅斯山脈以北」
10. ↑  Polybius. .
11. ↑  Plutarch，Moralia：Sayings of kings and commanders #184 EUMENES （页面存档备份，存于）
12. 1 2   此句或之前多句包含来自公有领域出版物的文本: Chisholm, Hugh (编). .  9 (第11版). London: Cambridge University Press: 889. 1911.
13. ↑  A History of Rome, M. Cary & H.Scullard (1935), p165 ISBN 0-333-27830-5
14. 1 2  Strabo, 13.4.2 （页面存档备份，存于）; Hansen, pp. 44–45; Hurwit, p. 271.
15. ↑  . Cambridge University Press. 2013: 109. ISBN 9781107244580.
16. ↑  Camp, John M. . Yale University Press. 2001: 171. ISBN 9780300081978.